# Coração (telenovela)
Coração foi uma telenovela brasileira exibida pela TV Rio entre outubro e dezembro de 1964, às 18h30. Foi dirigida por Sérgio Britto e Fernando Torres. Teve 30 capítulos. Foi baseada num original italiano chamado Cuore, de Edmundo De Amicis (1846–1908).

## Elenco
- Carlos Alberto
- Carlos Eduardo Dolabella
- Nathália Timberg
- Paulo Padilha
- Isabel Teresa
- João Carlos Barroso